# Scapulomanzia
La scapulomanzia o cheloniomanzia è una pratica divinatoria cinese di epoca antica, caduta in disuso sotto la dinastia Zhou occidentale (1027-771 a.C.).
Diffusa soprattutto al tempo della dinastia Shang (1766-1122 a.C., secondo la datazione tradizionale cinese), la scapulomanzia prevedeva il sacrificio di animali. Le ossa di questi (o i piastroni, se si trattava di tartarughe) venivano esposte al calore e spettava all'indovino il compito di interpretare il volere degli dei osservando le incrinature che si producevano a causa dell'esposizione al fuoco.

## Gli ossi oracolari
L'importanza di questa pratica per i moderni storici è notevole. Infatti gli sciamani-indovini erano soliti incidere sull'osso la domanda, il responso e anche le conseguenze che comportava per la popolazione. 
L'abbondanza di "ossi oracolari" ha quindi potuto fornire molte notizie sulla civiltà degli Shang grazie ai ritrovamenti nella località conosciuta come "deserto di Yin" attorno agli anni trenta del XX secolo.